# Carregal do Sal
Carregal do Sal es una villa portuguesa del distrito de Viseu, região Centro y comunidad intermunicipal de Viseu Dão-Lafões, con cerca de 5600 habitantes.
Es sede de un municipio con 113,80 km² de área y 9038 habitantes (2021), subdividido en 5 freguesias. Los municipios están limitados al nordeste por el municipio de Nelas, al sureste por Oliveira do Hospital y por Tábua, al oeste por Santa Comba Dão, al noroeste por Tondela y al norte por Viseu.

## Historia
El municipio se creó en el año 1836, por extinción de los municipios de Currelos y de Oliveira do Conde.

## Demografía
| Gráfica de evolución demográfica de Carregal do Sal entre 1849 y 2021 |
|                                                                       |
| Datos según el nomenclátor publicado por el INE portugués.            |

## Freguesias
Las freguesias de Carregal do Sal son las siguientes:
- Beijós
- Cabanas de Viriato
- Carregal do Sal
- Oliveira do Conde
- Parada